# Билейский Рыбопитомник
Билейский Рыбопитомник — деревня в городском округе Богданович Свердловской области. Относится к Кунарской сельской территории.

## География
Деревня Билейский Рыбопитомник расположена у плотины Билейского водохранилища, на правом берегу реки Кунары в 3,5 километрах от села Кунарского и в 13 километрах к от Богдановича к западу, в 73 километрах к востоку от Екатеринбурга. На западе к деревне примыкает лесной массив.
Имеется тупиковая подъездная дорога (через плотину) от села Кунарское. На противоположном берегу реки находятся санаторий, дома отдыха, детские лагеря.

## История
Деревня образована в конце 2011 года. Поселение на месте деревни возникло при рыбопитомнике, построенном в 1964 году вблизи деревни Билейки для выращивания зеркального карпа и других рыб.
В июле 2023 года наименование деревни было одобрено Законодательным собранием.